# Asian Women's Four Nations Championship 2014
L’Asian Women’s Four Nations Championship 2014 fu il 7º campionato asiatico di rugby a 15 femminile.
Organizzato dall’ARFU, nome con cui era nota all’epoca Asia Rugby, esso vide la partecipazione di quattro squadre nazionali che si affrontarono a girone unico ad Aberdeen, quartiere di Hong Kong,
Il torneo fu vinto dal Kazakistan che primeggiò su Hong Kong e, a seguire, il Giappone.
Al quarto posto si classificò Singapore che sconfisse per 17-15 Hong Kong nella finale di consolazione.
Per il Kazakistan si trattò del sesto titolo consecutivo e assoluto.

## Squadre partecipanti
- Giappone
- Hong Kong
- Kazakistan
- Singapore

## Risultati

### 1ª giornata
| Hong Kong 18 maggio 2014, ore 15 UTC+8 | Giappone | 37 – 5 referto | Singapore | Aberdeen Sports Ground |

| Hong Kong 18 maggio 2014, ore 17 UTC+8 | Hong Kong | 10 – 13 referto | Kazakistan | Aberdeen Sports Ground |

### 2ª giornata
| Hong Kong 21 maggio 2014, ore 17 UTC+8 | Kazakistan | 68 – 0 referto | Singapore | Aberdeen Sports Ground |

| Hong Kong 21 maggio 2014, ore 17 UTC+8 | Hong Kong | 15 – 14 referto | Giappone | Aberdeen Sports Ground |

### 3ª giornata
| Hong Kong 24 maggio 2014, ore 15 UTC+8 | Hong Kong | 53 – 5 referto | Singapore | Aberdeen Sports Ground |

| Hong Kong 24 maggio 2014, ore 17 UTC+8 | Kazakistan | 49 – 17 referto | Giappone | Aberdeen Sports Ground |

## Classifica
|  | Squadre    | G | V | N | P | PF  | PS  | P±   | B | PT |
|  | ---------- | - | - | - | - | --- | --- | ---- | - | -- |
|  | Kazakistan | 3 | 3 | 0 | 0 | 130 | 27  | +103 | 2 | 14 |
|  | Hong Kong  | 3 | 2 | 0 | 1 | 78  | 32  | +46  | 3 | 11 |
|  | Giappone   | 3 | 1 | 0 | 2 | 68  | 69  | -1   | 2 | 6  |
|  | Singapore  | 3 | 0 | 0 | 3 | 10  | 158 | -148 | 0 | 0  |